# Lothar Knopp
Lothar Knopp (* 9. Februar 1957 in Heidelberg) ist ein deutscher Rechtswissenschaftler mit Schwerpunkten Staats-, Verfassungs- und Verwaltungsrecht sowie Umweltrecht.

## Werdegang
Knopp studierte Rechts- und Verwaltungswissenschaften an den Universitäten Heidelberg und Montpellier und der Deutschen Hochschule für Verwaltungswissenschaften Speyer; 1987 war seine Promotion.
Von 1984 bis September 1999 war Knopp Rechtsanwalt und Fachanwalt für Verwaltungsrecht mit Schwerpunkten im Öffentlichen Recht, insbesondere Umwelt- und Technikrecht, von 1988 bis 1990 war er Lehrbeauftragter für Umweltrecht an der Deutschen Hochschule für Verwaltungswissenschaften Speyer.
Ab 1991 bis August 1999 war Knopp Professor für Umwelt- und Verwaltungsrecht in Rheinland-Pfalz, seit September 1999 ist er Universitätsprofessor für Staatsrecht, Verwaltungsrecht und Umweltrecht an der Brandenburgischen Technischen Universität Cottbus-Senftenberg (BTU CS). Seit Oktober 2002 ist Knopp Geschäftsführender Direktor des dortigen Zentrums für Rechts- und Verwaltungswissenschaften (ZfRV), einer Zentralen Wissenschaftlichen Einrichtung der BTU CS, und seit 2010 zugleich Geschäftsführender Direktor für die BTU CS der deutsch-polnischen Wissenschaftseinrichtung „German-Polish Centre for Public Law and Environmental Network“ (GPPLEN), Cottbus/Breslau (Wrocław).
Knopp wurde im Oktober 2006 die Goldene Medaille der Universität Breslau für besondere wissenschaftliche Verdienste im akademischen Austausch zwischen Deutschland und Polen verliehen. Die Ehrendoktorwürde der Fakultät für Recht, Verwaltung und Ökonomie der Universität Breslau wurde Knopp im September 2008 verliehen. Er war Gründungs- und Gastprofessor der Fakultät für Rechts- und Verwaltungswissenschaften der Universität Oppeln (Opole), Mitglied des dortigen Zentrums für Ostrecht sowie Leiter der Anstalt für Verwaltungsrecht und Verwaltungsmanagement an der Universität Oppeln, jeweils von 2006 bis 2009.
Knopp ist Mitglied verschiedener wissenschaftlicher Gremien und Vereinigungen, u. a. des „Advisory Board“ des „Wroclaw Review of Law, Administration & Economics“ (seit 2012), des Redaktionsrats der wissenschaftlichen Zeitschrift „Acta Universitatis Wratislaviensis“ (seit 2012), der Gesellschaft für Umweltrecht e.V., der deutsch-polnischen Gesellschaft der Universität Wrocław (Breslau) e.V. sowie Mitglied des Deutschen Verwaltungsgerichtstages e.V.
Forschungsschwerpunkte von Knopp sind Umweltrecht (einschließlich Umweltstrafrecht), Verfassungsrecht, Wissenschaftsrecht, insb. Hochschulrecht, Öffentliches Dienstrecht, Gesundheits- und Medizinrecht. In diesen Bereichen hat er in der Praxis nicht nur beraten, sondern auch gerichtlich verschiedene Institutionen/Personen erfolgreich vertreten, u. a. gerade in sog. „Musterverfahren“, teilweise bis zum BVerfG.

## Werke (Auswahl)
- zusammen mit Franz-Joseph Peine und Harald Topel, Brandenburgisches Hochschulgesetz, Handkommentar, 3. Auflage, Nomos Verlag, Baden-Baden 2018
- zusammen mit Amadeus Wolff, Umwelt – Hochschule – Staat, Festschrift für Franz-Joseph Peine zum 70. Geburtstag, Duncker & Humblot, Berlin 2016